# الدليل المعرفي لإدارة المشاريع
الدليل المعرفي لإدارة المشاريع، (بالإنجليزية: A Guide to the Project Management Body of Knowledge)، ويُعرف اختصارًا (بالإنجليزية: PMBOK Guide)، وهو كتاب يقدم مجموعة من المصطلحات والمبادئ التوجيهية والمعايير في إدارة المشاريع صادر عن معهد إدارة المشاريع. ومُعترف به من قبل المعهد الوطني الأمريكي للمعايير (ANSI) الذي يعين المعايير في الولايات المتحدة، ومعهد مهندسي الكهرباء والإلكترونيات (IEEE).

## التاريخ
تم التعرف على الإصدارات السابقة من دليل PMBOK كمعايير من قبل المعهد الوطني الأمريكي للمعايير (ANSI) الذي يحدد المعايير في الولايات المتحدة (ANSI / PMI 99-001-2008) ومعهد مهندسي الكهرباء والإلكترونيات (IEEE 1490-2011).
انعكس تطور دليل PMBOK في إصدارات الدليل. تم نشر الدليل لأول مرة من قبل معهد إدارة المشاريع (PMI) في عام 1996. وقد استندت هذه الوثيقة إلى حد ما إلى العمل السابق الذي بدأ بكتاب أبيض نُشر عام 1983 بعنوان «التقرير النهائي للجنة الأخلاق والمعايير والاعتماد» مع عنوان مختلف وإعادة تنظيمها بشكل كبير. تم نشر الطبعة الثانية في عام 2000، لإضافة مادة جديدة تعكس نمو الممارسات.
في عام 2004، تم نشر دليل PMBOK - الإصدار الثالث مع تغييرات كبيرة عن الإصدارات السابقة، وتغيير معايير الإدراج من الممارسة «المقبولة عمومًا» إلى «المعترف بها عمومًا كممارسة جيدة». صدرت الطبعة الرابعة عام 2008. وصدرت الطبعة الخامسة عام 2013.
في سبتمبر 2017، تم إصدار النسخة الإنجليزية من دليل PMBOK - الإصدار السادس.

### الدليل المعرفي لإدارة المشاريع
كتاب الدليل المعرفي لإدارة المشروعات (PMBOK GUIDE) الصادر عن معهد إدارة المشروعات، مرجع مهم جدا في إدارة المشروعات والمعتمد في اختبارات PMP لمديري المشاريع المحترفين.
يتناول الدليل كافة الأمور الإدارية المتعلقة بالمشروعات، تعريف المشروع وإدارة المشروعات، المؤثرات التنظيمية ودورة حياة المشروع، عمليات الإدارة، الإدارة المتكاملة للمشروعات، إدارة نطاق المشروع، إدارة الوقت، إدارة التكاليف، إدارة الجودة، إدارة الموارد البشرية، إدارة الاتصالات، إدارة المخاطر، إدارة المشتريات وإدارة المسئولين عن المشروع.

## الغرض من الدليل
يهدف دليل PMBOK إلى أن يكون «مجموعة فرعية من هيئة إدارة المشروع للمعرفة المعترف بها عمومًا على أنها ممارسة جيدة. وتعني كلمة» معترف بها بشكل عام «أن المعرفة والممارسات الموضحة قابلة للتطبيق على معظم المشاريع في معظم الأوقات وهناك إجماع حول قيمتها وفائدتها. تعني» الممارسة الجيدة «وجود اتفاق عام على أن تطبيق المعرفة والمهارات والأدوات والتقنيات يمكن أن يعزز فرصة النجاح في العديد من المشاريع.» وهذا يعني في بعض الأحيان أن «أحدث» اتجاهات إدارة المشروع، التي غالبًا ما يروج لها المستشارون، قد لا تكون جزءًا من الإصدار الأخير من دليل PMBOK. ومع ذلك، فإن الإصدار السادس من دليل PMBOK يتضمن الآن «دليل ممارسة رشيق».

## محتويات الدليل
يعتمد دليل PMBOK على العمليات، مما يعني أنه يصف العمل على أنه تم إنجازه بواسطة العمليات. يتوافق هذا النهج مع معايير الإدارة الأخرى مثل ISO 9000 ومعهد هندسة البرمجيات CMMI. تتداخل العمليات وتتفاعل طوال المشروع أو مراحله المختلفة.
المدخلات (المستندات والخطط والتصميمات وما إلى ذلك)
الأدوات والأساليب (الآليات المطبقة على المدخلات)
المخرجات (وثائق، مخططات، تصاميم، إلخ.) يوفر دليل هيئة المعرفة لإدارة المشاريع - الإصدار السادس إرشادات لإدارة المشاريع الفردية ويحدد المفاهيم المتعلقة بإدارة المشاريع. كما يصف أيضًا دورة حياة إدارة المشروع والعمليات المرتبطة بها، بالإضافة إلى دورة حياة المشروع. ولأول مرة يتضمن «دليل الممارسة الرشيقة». يتعرف PMBOK كما هو موضح في الدليل على 49 عملية تقع في خمس مجموعات عملية أساسية وعشرة مجالات معرفية نموذجية لمعظم المشاريع، في معظم الأوقات.

### مجموعات العمليات
تتكون دورة حياة المشروع من خمس عمليات وهي:
1. عمليات البدء: العمليات التي يتم إجراؤها لتحديد مشروع جديد أو مرحلة جديدة من مشروع قائم من خلال الحصول على إذن لبدء المشروع أو المرحلة.
2. عمليات التخطيط: تلك العمليات المطلوبة لتحديد نطاق المشروع، وتحسين الأهداف، وتحديد مسار العمل المطلوب لتحقيق الأهداف التي تم تنفيذ المشروع لتحقيقها.
3. عمليات التنفيذ: يتم تنفيذ تلك العمليات لإكمال العمل المحدد في خطة إدارة المشروع لتلبية مواصفات المشروع.
4. عمليات الرصد والتحكم: تلك العمليات المطلوبة لتتبع ومراجعة وتنظيم تقدم وأداء المشروع؛ تحديد المجالات التي تتطلب تغييرات في الخطة؛ وبدء التغييرات المقابلة.
5. عمليات إدارة التكامل: يتم تنفيذ هذه العمليات لإنهاء جميع الأنشطة عبر جميع مجموعات العمليات لإغلاق المشروع أو المرحلة رسميًا.

### المجالات المعرفية
1. إدارة تكامل المشروع: العمليات والأنشطة اللازمة لتحديد وتعريف ودمج وتوحيد وتنسيق العمليات المختلفة وأنشطة إدارة المشاريع ضمن مجموعات عمليات إدارة المشروع.
2. إدارة نطاق المشروع: العمليات المطلوبة للتأكد من أن المشروع يشمل جميع الأعمال المطلوبة، والعمل المطلوب فقط، لإكمال المشروع بنجاح.
3. إدارة جدول المشروع: العمليات المطلوبة لإدارة الانتهاء من المشروع في الوقت المناسب. حتى الإصدار السادس من دليل PMBOK كان هذا يسمى «إدارة وقت المشروع».
4. إدارة تكلفة المشروع: العمليات المتضمنة في التخطيط، والتقدير، ووضع الميزانية، والتمويل، والإدارة، والتحكم في التكاليف بحيث يمكن إكمال المشروع في حدود الميزانية المعتمدة.
5. إدارة جودة المشروع: عمليات وأنشطة المنظمة المنفذة التي تحدد سياسات الجودة والأهداف والمسؤوليات بحيث يلبي المشروع الاحتياجات التي تم الاضطلاع بها من أجله.
6. إدارة موارد المشروع: العمليات التي تنظم وتدير وتقود فريق المشروع. حتى الإصدار السادس من دليل PMBOK كان هذا يسمى «مشروع إدارة الموارد البشرية».
7. إدارة اتصالات المشروع: العمليات المطلوبة لضمان التخطيط والتجميع والإنشاء والتوزيع والتخزين والاسترجاع والإدارة والتحكم والمراقبة والتخلص النهائي من معلومات المشروع في الوقت المناسب وبشكل مناسب.
8. إدارة مخاطر المشروع: عمليات إجراء تخطيط إدارة المخاطر وتحديد وتحليل وتخطيط الاستجابة والتحكم في المخاطر في المشروع.
9. إدارة مشتريات المشروع: العمليات اللازمة لشراء أو الحصول على المنتجات أو الخدمات أو النتائج المطلوبة من خارج فريق المشروع. تشمل العمليات في هذا المجال تخطيط المشتريات، وتخطيط طلب تقديم العروض، والطلب، واختيار المصدر، وإدارة العقود، وإغلاق العقد.
10. إدارة المعنيين بالمشروع: العمليات المطلوبة لتحديد جميع الأشخاص أو المنظمات المتأثرة بالمشروع، وتحليل توقعات أصحاب المصلحة وتأثيرهم على المشروع، ووضع استراتيجيات إدارة مناسبة لإشراك أصحاب المصلحة بشكل فعال في قرارات المشروع وتنفيذه.

يحتوي كل مجال من مجالات المعرفة العشرة على العمليات التي يجب إنجازها ضمن تخصصها من أجل تحقيق إدارة فعالة للمشروع. تقع كل من هذه العمليات أيضًا في واحدة من مجموعات العمليات الخمس، مما يؤدي إلى إنشاء بنية مصفوفة بحيث يمكن ربط كل عملية بمجال معرفة واحد ومجموعة عملية واحدة.

## ملحقات
بينما يهدف دليل PMBOK إلى تقديم دليل عام لإدارة معظم المشاريع في معظم الأوقات، يوجد حاليًا ثلاثة امتدادات رسمية:
- امتداد البرنامج إلى دليل PMBOK
- امتداد البناء إلى دليل PMBOK
- الامتداد الحكومي لدليل PMBOK

## النقد والبدائل
يعتبر PMBOK معيارًا مقبولًا على نطاق واسع في إدارة المشاريع، ولكن هناك بدائل لمعيار PMBOK، ولدى PMBOK منتقديه. أتى أحد التوجهات النقدية من مطوري ومتابعي السلسلة النقدية (على سبيل المثال إلياهو إم. جولدرات ولورنس بي ليتش)، على عكس أتباع طريقة المسار الحرج. يشير قسم دليل PMBOK حول إدارة وقت المشروع إلى السلسلة الحرجة كطريقة بديلة للمسار الحرج. ينشأ مسار ثانٍ من النقد في البناء الخالي من الهدر. يؤكد هذا النهج على عدم وجود اتصال ثنائي الاتجاه في نموذج PMBOK ويقدم بديلاً يركز على منظور اللغة / العمل والتحسين المستمر في عملية التخطيط.

## روابط خارجية
- المعهد الأمريكي لإدارة المشاريع